# Great Limpopo Transfrontier Park

Karte des geplanten Great Limpopo Transfrontier Park

Der Great Limpopo Transfrontier Park ist ein geplantes grenzüberschreitender Naturschutzgebiet im Südlichen Afrika. Er soll im Länderdreieck Mosambik, Simbabwe und Südafrika die Nationalparks Kruger, Gonarezhou und Limpopo sowie die Schutzgebiete Manjinji Pan Sanctuary and Malipati Safari Area vereinigen. Er würde eine geschützte Fläche von 35.000 km² umfassen. Langfristig soll das gesamte geschützte Gebiet der Region einmal 100.000 km² umfassen.
Dieser Park wird den Banhine- und Zinave-Nationalpark beinhalten, das Massingir- und Corumana-Gebiet und verbindet Regionen von Mosambik. Dieser Park über die Staatsgrenzen hinweg wurde von Mosambik als freier Limpopo-Nationalpark im November 2001 propagiert. Das führte dazu, dass Grenzkonflikte in einem Touristenpark aufgehoben wurden. In diesem Park befinden sich auch die Giriyondo Access Facility, die einen Zugang zum Kruger-Nationalpark ermöglicht.
Da es sich um einen über die Grenzen Mosambiks hinweg reichenden Park handelt, wird er zu den Peace Parks gezählt.

## Geschichte
Die Idee eines grenzüberschreitenden Großschutzgebietes in der Region geht auf die frühen 1990er Jahre zurück. 1990 traf der südafrikanische Milliardär und South-Africa-Präsident des WWF Anton Rupert den mosambikanischen Staatspräsidenten Joaquim Chissano erstmals, um über ein bi-nationales Schutzgebiet beider Länder zu sprechen. 1996 empfahl die Weltbank aufgrund einer Machbarkeitsstudie, ein "transfrontier conservation area" (TFCA-Ansatz) zu verfolgen.
Im Juli 2018 unterzeichneten die Peace Parks Foundation und Mosambiks Administração Nacional das Áreas de Conservação (ANAC) eine Vereinbarung zur Zusammenarbeit bei Management und Entwicklung des Nationalparks Banhine.